# Comarca da Corunha
A Comarca da Corunha é uma comarca galega que inclui os seguintes nove concelhos:  Avegondo, Arteijo, Bergondo, Cambre, Carral, a Corunha, Culheredo, Oleiros e Sada. Limita a Norte com o Oceano Atlântico; a Leste, com a de Betanzos; a Sul com a de Ordes e, a Oeste, com a Comarca de Bergantinhos.